# Andromède XII
Andromède XII est une galaxie naine du Groupe local.